# Evarcha striolata
Evarcha striolata là một loài nhện trong họ Salticidae.
Loài này thuộc chi Evarcha. Evarcha striolata được Wanda Wesołowska & Haddad miêu tả năm 2009.